# Mačje oko (meglica)
Máčje okó (znana tudi kot NGC 6543) je planetarna meglica v ozvezdju Zmaja. Njeno starost ocenjujejo na 1000 let.
Meglica je oddaljena od Zemlje približno 0,92 kpc (3000 sv. l.). Meglico je 15. februarja 1786 odkril nemško-angleški glasbenik, skladatelj in astronom sir William Herschel. Njen spekter je prvi opazoval leta 1824 sir William Huggins. Našel je dve emisijski črti, ki ju ni mogel enačiti s sevanjem nobenega do tedaj znanega kemijskega elementa.
Meglica se nahaja skoraj v smeri severnega galaktičnega pola. Čeprav je njen navidezni premer le 20 ločnih sekund, je njen venec snovi, ki ga je izbruhala središčna zvezda še v fazi rdeče orjakinje, zelo raztegnjen. Venec ima navidezni premer 386" (5,8').
Izgled meglice nakazuje na možnost dvozvezdja. Dinamični vplivi dveh medsebojno vrtečih zvezd lahko preprosto pojasnijo zapletene zgradbe, ki so bolj zamotane kot pri ostalih planetarnih meglicah. Na podlagi tega modela je zvezdni veter plinov središčne zvezde tvoril lupino gostega, svetlečega plina. Ta lupina se razteza znotraj dveh večjih mešičkov plinov, ki jih je izvrgla zvezda v zgodnejši fazi. Mešička stiska obroč gostejšega plina, ki se verjetno širi vzdolž ravnine tirnice sosednje zvezde.
Domnevna sosednja zvezda lahko povzroča par plinskih curkov z velikimi hitrostmi, ki ležita pravokotno na osrednji obroč. Če ta zveda privlači snov iz sosednje zvezde, bi curka brez problema nastajala vzdolž njene osi vrtenja
Ta curka plinov bi lahko pojasnila nenavadne oblike na robu plinskih mešičkov. Kakor vodni tok, ki zadeva ob oviro, tudi curka stiskata plin pred seboj in na zunanjem robu mešičkov tvorita kodrom podobne svetle loke. Oba curka sta usmerjena v drugo smer. To kaže na to, da periodično opletata.